# Friedrich von Sonnenburg

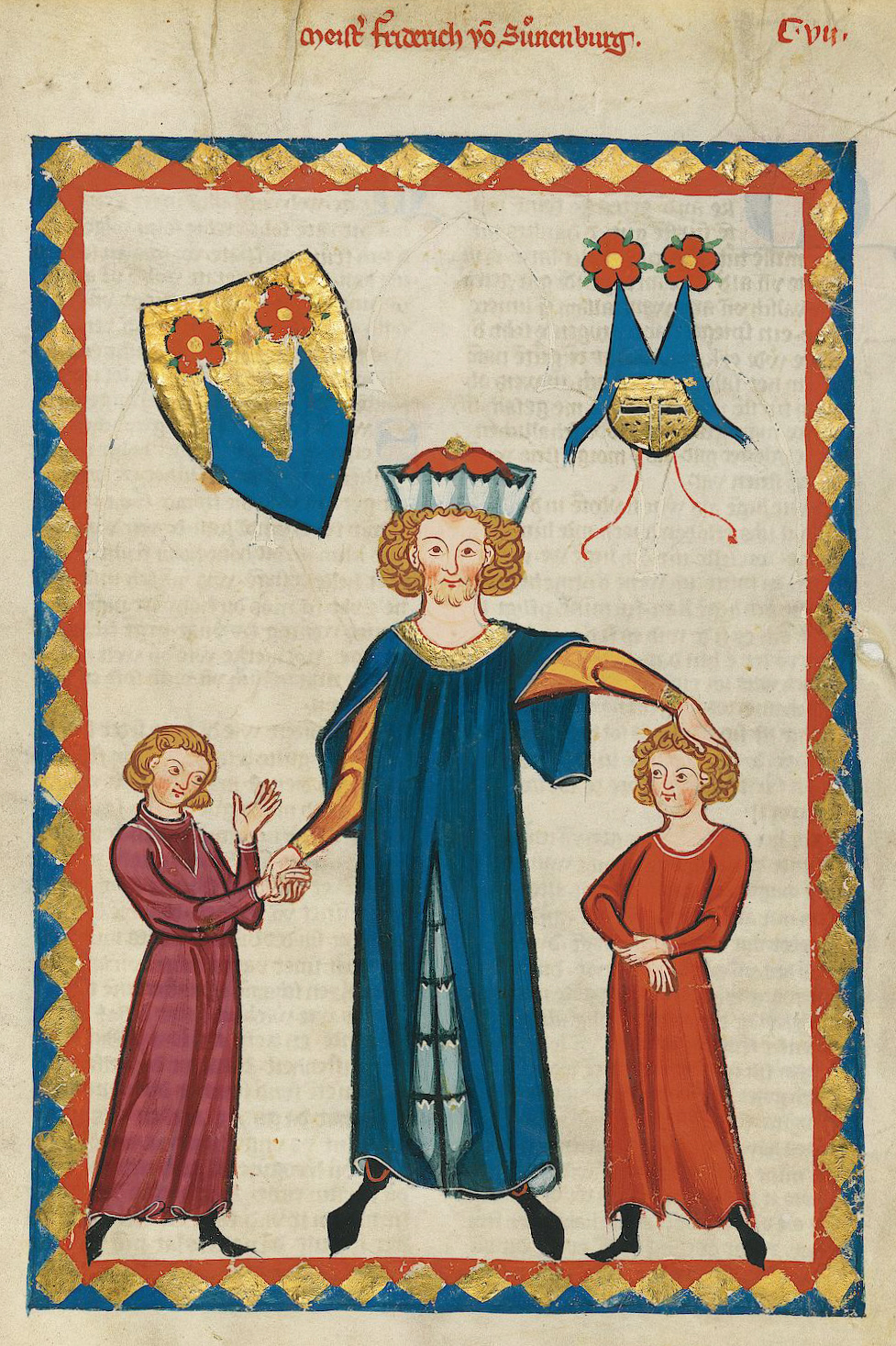
Friedrich von Sonnenburg in der Darstellung des Codex Manesse (um 1300)

Friedrich von Sonnenburg war ein Südtiroler Dichter und Sänger der 2. Hälfte des 13. Jahrhunderts. Er ist der Verfasser von Sprüchen religiöser und politischer Thematik. Die Zeit seines literarischen Schaffens wird zwischen 1247 und 1275 angenommen. Als Sangspruchdichter widmete er sich in einigen Liedern dem beschwerlichen Leben der Fahrenden, denen er selbst angehörte. Später wird er zu den zwölf alten „Meistern“ gezählt.

## Leben
Vom Leben des Sängers ist wenig bekannt, urkundliche Bezeugungen fehlen gänzlich. Seine Heimat war mit großer Wahrscheinlichkeit die Sonnenburg im südtirolischen Pustertal bei St. Lorenzen. Dabei handelte es sich um eine Benediktinerinnen-Abtei, die im Jahre 1020 von den Grafen von Lurn gegründet wurde. Vermutet wird, dass er aus dem dort ansässigen Ministerialengeschlecht stammte. Wie aus seinen Sprüchen hervorgeht, war Friedrich von Sonnenburg Berufsdichter, und als solcher bereiste er zahlreiche Höfe, wobei einzig der bayrische Herzogshof als längerer Aufenthaltsort auszumachen ist. Außerdem weist eine Strophe des Sängers auf seine Teilnahme an dem Feldzug König Ottokars gegen die Ungarn im Jahr 1271 hin. Wohin ihn seine Wanderungen noch geführt haben mögen, lässt sich aus den Liedern nicht erschließen, wie auch sonst nichts über die Person des Dichters zu erfahren ist. Sein Tod wird zwischen 1275 und 1287 vermutet.

## Werk

### Überlieferung
73 erhaltene Strophen werden Friedrich von Sonnenburg zugeschrieben, wobei die größten Teile davon in der Großen Heidelberger Liederhandschrift C (Codex Manesse, 26 Strophen), der Kleinen Heidelberger Liederhandschrift A (10 Strophen) und vor allem in der Jenaer Liederhandschrift J (62 Strophen) zu finden sind. Außerdem sind fünf seiner Strophen im Codex Sangallensis 857, einer südtirolischen Handschrift, überliefert, die abgesehen von diesen Liedern nur Werke von epischem Charakter beinhaltet, darunter etwa 'Parzival' und das 'Nibelungenlied'. Es werden ihm vier Spruchtöne zugeschrieben, welche auch von anderen namhaften Sängern wie Konrad von Würzburg übernommen wurden.

### Inhalt
In seinem Repertoire findet sich alles, was der Sangspruchdichter im Mittelalter bieten musste: Didaktisch-Moralisches, Politisches und Unterhaltung, Religiöses, Lob und Schelte.
Ein großer Teil seiner Lieder setzt sich mit dem Berufsstand der Fahrenden, der „gernden“, auseinander. Er betont darin den Nutzen des fahrenden Sängers für die Adeligen und stellt die Kunst in den Dienst Gottes. Mit auffallendem Selbstbewusstsein preist er seinen Beruf und dessen Wichtigkeit in der mittelalterlichen Gesellschaft. Dabei wendet er sich gezielt gegen die Diffamierungsversuche der Fahrenden durch die Kirche und wird zum Wortführer einer rechtlosen Gruppe. Alleine vier Rechtfertigungsstrophen hat er geschrieben, die explizit die Lebensweise und Erwerbstätigkeit der Fahrenden zum Inhalt haben. Diese beispiellose Verteidigung seines Berufsstandes machte ihn zu einer bekannten Größe unter seinen Dichterkollegen und brachte ihm Respekt ein, sodass er auch in Liedern späterer Sangspruchdichter, wie in jenen von Lupold Hornburg von Würzburg, lobende Erwähnung fand.

## Textbeispiel
Eine der Rechtfertigungsstrophen Friedrichs von Sonnenburg:
Swer giht, die guot den gernden geben

die möhtenz also maere

dem tiuvel stozen in den munt,

der liuget nides vaz.

Diu wise gernder ist mir kunt:

si hazzent offenbaere

untriuwe, unvuore, unrehtez leben –

mit gote erziuge ich daz:

Si gernt durch got des man in git

und wünschent ane lougen

Den gebenden heiles ze aller zit,

si habent got vor ougen,

Si enpfahent gotes lichnamen

und hant ze Kriste pfliht;

Ouch kunnen si sich sünden schamen

und bitten für die kristenheit – desn tuot kein tiuvel niht!
Übersetzung:
Wer sagt, diejenigen, welche den Begehrenden etwas geben, könnten es ebenso gut dem Teufel ins Maul stopfen, der lügt, dieser Neidhammel! Die Lebensweise der Begehrenden ist mir bekannt: Sie hassen offenkundig Untreue, Ausschweifung, sittenloses Leben. Dafür rufe ich Gott zum Zeugen an! Sie begehren [in Gottes Namen], was man ihnen gibt, und wünschen aufrichtig den Gebenden Glück und Segen allezeit. Sie haben Gott vor Augen, sie empfangen den Leib Gottes und pflegen die Gemeinschaft mit Christus. Sie vermögen sich auch ihrer Sünden zu schämen und für die Christenheit zu beten – das tut kein Teufel!